# Comando Ejecutar

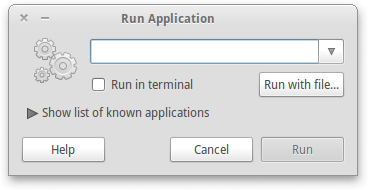
El diálogo de ejecución en GNOME.

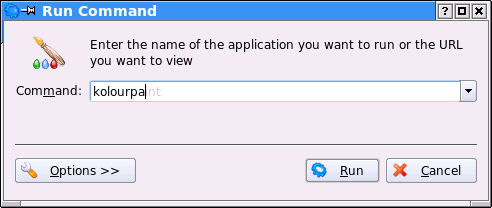
Ejecuta el cuadro de diálogo en KDE, con el comando "kolourpaint" como entrada.

El comando Ejecutar en un sistema operativo como Microsoft Windows y sistemas similares a Unix se utiliza para abrir directamente una aplicación o documento cuya ruta se conoce.

## Visión general
El comando funciona más o menos como una interfaz de línea de comando de una sola línea. En la interfaz de GNOME (un derivado de tipo UNIX), el comando Ejecutar se utiliza para ejecutar aplicaciones a través de comandos de terminal. Se puede acceder a él pulsando Alt+F2. KDE (un derivado similar a UNIX) tiene una funcionalidad similar llamada KRunner. Se puede acceder a él mediante las mismas teclas de enlace.
El procesador de comandos DEC TOPS-10 y TOPS-20 incluía un comando RUN para ejecutar programas.
En el lenguaje de programación BASIC, RUN se utiliza para iniciar la ejecución del programa desde el modo directo, o para iniciar un programa de superposición desde un programa de carga.

## Accediendo al comando Ejecutar
A partir de Windows 95, el comando Ejecutar es accesible a través del menú Inicio y también a través de la tecla de acceso directo ⊞ Win+R. Aunque el comando Ejecutar sigue estando presente en Windows Vista y posteriores, ya no aparece directamente en el menú Inicio de forma predeterminada, en favor del nuevo cuadro de búsqueda y un atajo al comando Ejecutar en el submenú Accesorios.
El comando Ejecutar se lanza en el entorno de escritorio de GNOME y KDE manteniendo pulsada la tecla Alt+F2.

## Usos
Entre los usos se incluye el de hacer aparecer páginas web; por ejemplo, si un usuario hiciera aparecer el comando Ejecutar y escribiera http://www.example.com/, el navegador web predeterminado del usuario abriría esa página. Esto permite al usuario no sólo lanzar el protocolo http, sino también todos los esquemas de URI registrados en el sistema operativo y las aplicaciones asociadas a ellos, como mailto y file. 
En GNOME y KDE, el comando Ejecutar actúa como un lugar donde se pueden ejecutar aplicaciones y comandos.